# Liaoxipterus
Liaoxipterus is een geslacht van uitgestorven pterosauriërs, behorend tot de groep van de Pterodactyloidea, dat tijdens het Vroeg-Krijt leefde in het gebied van het huidige China. De enige benoemde soort is Liaoxipterus brachyognathus.

## Vondst en naamgeving
De typesoort Liaoxipterus brachyognathus werd in 2005 benoemd en beschreven door Dong Zhiming en Lü Junchang. De geslachtsnaam verwijst naar de vindplaats Laoxi en verbindt dit met een Klassiek Grieks pteron, 'vleugel'. De soortaanduiding is afgeleid van het Grieks brachys, 'kort' en gnathos, 'kaak'.
Het fossiel, holotype CAR-0018, is bij Chaoyang in Liaoning gevonden in een laag van de Jiufotangformatie van de Jehol-groep, die dateert uit het Barremien-Aptien. Het is erg platgedrukt en ligt op een enkele plaat. Het bestaat uit de samengegroeide onderkaken, een mandibula die van boven bezien wordt. Daarnaast is het tongbeenapparaat aanwezig.

## Beschrijving
De onderkaken hebben een lengte van 161 millimeter. Dat zou kunnen wijzen op een vleugelspanwijdte van ruwweg anderhalve meter. Iedere onderkaak draagt dertien tanden. De tanden zijn tamelijk kort. Het aanwezige tongbeen ligt los van de kaken, wellicht de normale positie. De mandibula is van achteren afgebroken; de totale lengte is geschat op 182 millimeter.
In 2008 werd de soort opnieuw beschreven. Een diagnose werd toen aangegeven: De punt van de onderkaken is verbreed; de onderkaken dragen samen zesentwintig tanden; de tanden hebben een verdikking op hun binnenste basis; het tongbeen is Y-vormig; de voorste samengroeiing ofwel symfyse van de onderkaken beslaat ongeveer een kwart van de kaaklengte.
De symfyse heeft de vorm van een vijf centimeter lange smalle schep. Die is 2,8 maal langer dan breed, wat relatief gedrongen is. De takken van de onderkaken hebben een dikte van een centimeter. Aan iedere zijde liggen vooraan vier naar buiten gerichte tanden; de acht voorste tanden vormen zo een waaier. Ze zijn ongeveer even lang, vrij dik en aaneengesloten. Per zijde bevinden zich hierachter nog eens vier tanden die opzij gericht zijn. Ze hebben dezelfde lengte en vorm als de voorste tanden en zijn ook aaneengesloten. Daarachter volgen twee tanden die even groot zijn maar met een ruime tussenafstand geplaatst. Daarna is er een nog ruimer hiaat en dan volgen drie kleinere tanden met een matige tussenruimte. Van de tanden zijn de wortels zichtbaar. De tanden zijn overdwars afgeplat maar niet bijzonder scherp.

## Fylogenie
De soort werd eerst geplaatst in de Ctenochasmatidae. In 2006 stelde Wang Xiaolin dat Liaoxipterus een lid was van de Istiodactylidae. In 2008 meende Lü dat de istiodactylide Nurhachius een jonger synoniem was van Liaoxipterus. Dat zou de kennis van de soort aanzienlijk vergroten want Nurhachius is benoemd op grond van een veel completere vondst. In 2020 werd de identiteit echter ontkend.
Een analyse uit 2019 had de volgende uitkomst.
|  | Haopterus    |
|  |              |
|  | Mimodactylus |
|  |              |

|                 | Nurhachius                                                     |
|                 |                                                                |
| Istiodactylinae | \| \| Istiodactylus \| \| \| \| \| \| Liaoxipterus \| \| \| \| |
|                 | \| \| Istiodactylus \| \| \| \| \| \| Liaoxipterus \| \| \| \| |
|                 | Istiodactylus                                                  |
|                 |                                                                |
|                 | Liaoxipterus                                                   |
|                 |                                                                |

|  | Istiodactylus |
|  |               |
|  | Liaoxipterus  |
|  |               |

|                 | Nurhachius                                                     |
|                 |                                                                |
| Istiodactylinae | \| \| Istiodactylus \| \| \| \| \| \| Liaoxipterus \| \| \| \| |
|                 | \| \| Istiodactylus \| \| \| \| \| \| Liaoxipterus \| \| \| \| |
|                 | Istiodactylus                                                  |
|                 |                                                                |
|                 | Liaoxipterus                                                   |
|                 |                                                                |

|  | Istiodactylus |
|  |               |
|  | Liaoxipterus  |
|  |               |

|  | Haopterus    |
|  |              |
|  | Mimodactylus |
|  |              |

|                 | Nurhachius                                                     |
|                 |                                                                |
| Istiodactylinae | \| \| Istiodactylus \| \| \| \| \| \| Liaoxipterus \| \| \| \| |
|                 | \| \| Istiodactylus \| \| \| \| \| \| Liaoxipterus \| \| \| \| |
|                 | Istiodactylus                                                  |
|                 |                                                                |
|                 | Liaoxipterus                                                   |
|                 |                                                                |

|  | Istiodactylus |
|  |               |
|  | Liaoxipterus  |
|  |               |

|                 | Nurhachius                                                     |
|                 |                                                                |
| Istiodactylinae | \| \| Istiodactylus \| \| \| \| \| \| Liaoxipterus \| \| \| \| |
|                 | \| \| Istiodactylus \| \| \| \| \| \| Liaoxipterus \| \| \| \| |
|                 | Istiodactylus                                                  |
|                 |                                                                |
|                 | Liaoxipterus                                                   |
|                 |                                                                |

|  | Istiodactylus |
|  |               |
|  | Liaoxipterus  |
|  |               |

## Levenswijze

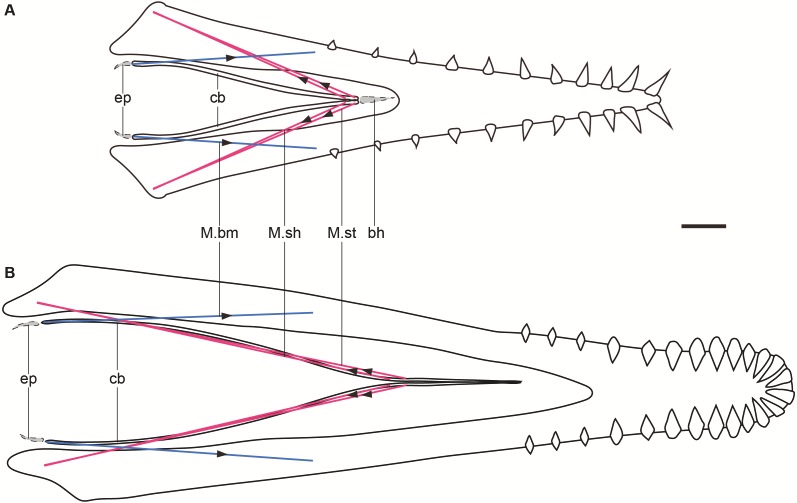
Onderaan het tongbeen van Liaoxipterus

In 2015 werd het 107,9 millimeter lange tongbeen in detail beschreven. Het bestaat uit twee dunne staafvormige tweede ceratobranchialia die zich naar voren verenigen in een dunne punt. Deze processus lingualis, het langwerpige voorwaarts gerichte uitsteeksel dat de tong ondersteunt, is erg lang, vergelijkbaar met dat van een kameleon. Gecombineerd met de korte tanden concludeerde men dat de soort een insecteneter was, geen viseter. In 2020 stelde een studie echter dat het Y-vormige tongbeen toch veel minder gespecialiseerd was dan het T-vormige van een kameleon en dat zulke lange voorste takken normaal zijn voor pterosauriërs, terwijl het onwaarschijnlijk was dat zo'n groot dier zich in leven kon houden door stuk voor stuk kleine insecten te vangen. Daarbij heeft Liaoxipterus juist opvallend lange achterste takken, langer dan de voorste punt.